# Saar Boerlage
Saar Boerlage (Amsterdam, 1932) is een Nederlands politica en activiste. Ze was tussen 1987 en 1989 partijvoorzitter van de Pacifistisch Socialistische Partij, en in de jaren 60 en 90 gemeenteraadslid voor de PSP, GroenLinks en als onafhankelijke.

## Levensloop
Boerlage kwam uit een pacifistisch en socialistisch gezin. Ze leefde tijdens haar jeugd in Amsterdam, Oegstgeest en Friesland. Haar vader, een predikant, was actief in het verzet in de Tweede Wereldoorlog. Het gezin bood onderdak aan onderduikers. Ze was al vanaf haar tienertijd politiek en maatschappelijk actief. Na de oorlog bezocht ze eerst de ulo in Grouw en Krommenie. Vervolgens ging ze naar de hbs en studeerde ze sociale geografie aan de Universiteit van Amsterdam. Tijdens haar studententijd werd ze actief bij de Werkgroep Antimilitaristische Studenten (WAS), die actie voerde tegen de politionele acties in Indonesië en dienstweigeraars hielp.
In 1958 was Boerlage betrokken bij de oprichting van de Pacifistisch Socialistische Partij. In 1966 kwam ze voor de PSP in de Amsterdamse gemeenteraad, waar ze het woord voerde over volkshuisvesting en ruimtelijke ordening. Toen ze gevraagd werd om zich kandidaat te stellen voor de Eerste Kamer, besloot ze dat ze geen politieke carrière ambieerde. In 1969 verliet ze de PSP en de gemeenteraad en richtte ze zich op haar studie. In 1972 studeerde ze af als sociaal geograaf en planoloog. Na de afronding van deze twee studies bleef ze werkzaam bij de UvA, als universitair docent tot haar pensionering.
Tussen 1983 en 1986 was Boerlage actief bij het Comité N'Olympics en Komitee Olympische Spelen Nee; beide verzetten zich tegen de campagne van de gemeente Amsterdam om de Olympische Spelen van 1992 naar Amsterdam te halen. Ze nam het initiatief met andere bewoners uit de Stadionbuurt, waaronder veel krakers. Ze hadden verschillende redenen voor hun verzet: als de Olympische Spelen naar Amsterdam zouden komen zou het Olympisch Stadion niet gesloopt worden. Boerlage wilde dat het stadion wel gesloopt werd ten behoeve van huisvesting. Ook vreesden de actievoerders de financiële en veiligheidsrisico’s, en meenden ze dat de Amsterdamse bevolking te weinig was gehoord over de plannen. Het comité reisde met hun protest naar de Internationaal Olympisch Comité in Lausanne. Toen actiegroep ‘Ins Blaue Hinein’ een bomaanslag pleegde bij de campagne-organisatie, nam Boerlage geen afstand hiervan, omdat dit "haar zaak diende", alhoewel ze stelde persoonlijk geen bom te gooien.
Bij de Tweede Kamerverkiezingen van 1986 werd Boerlage gevraagd als lijstduwer voor de PSP. Ze werd weer lid van die partij. In 1987 werd Boerlage partijvoorzitter. Haar kandidatuur werd ondersteund door de PSP-vrouwen en de PSJG, de jongerenorganisatie van de PSP. Men verwachtte dat zij de PSP "nieuw elan" kon geven. Ze versloeg bij haar verkiezing zittend partijvoorzitter Marko Mazeland met een kleine meerderheid. Boerlage werd zo als eerste vrouw partijvoorzitter van de PSP, op afstand volgend op andere vrouwen: bij de PPR Ria Beckers in 1974 en bij de CPN Elli Izeboud in 1982. Ze drong als partijvoorzitter aan op samenwerking met andere kleine linkse partijen, met name de Communistische Partij Nederland, Politieke Partij Radikalen en de Evangelische Volkspartij, die zou leiden tot de vorming van GroenLinks. 
Ze werd na haar partijvoorzitterschap lokaal actief: ze zat voor GroenLinks in de stadsdeelraad van Amsterdam-Oost. Daarna werd ze lid van de gemeenteraad, tussen 1997 en 1998 eerst als vervangend raadslid en sinds 1998 als raadslid. In de Amsterdamse gemeenteraad hield zij zich met name bezig met verzet tegen de verzelfstandiging van het gemeentelijk vervoersbedrijf. Zij zette zich in voor een referendum over het behoud van de GVB als gemeentelijk bedrijf. De steun van GroenLinks aan de NAVO-interventie in Kosovo bracht haar aan het twijfelen over haar partijlidmaatschap, maar ze bleef toch lid. In 2001 stapte ze uit GroenLinks vanwege de steun van de partij voor de bombardementen op Afghanistan. Ze bleef wel lid van de gemeenteraad als onafhankelijke. Voor de gemeenteraadsverkiezingen van 2002 richtte ze haar eigen partij op Actieve Stad, maar deze behaalde geen zetels.
Bij de gemeenteraadsverkiezingen van 2006 stond ze op een (onverkiesbare) nummer 19 op de kandidatenlijst van Amsterdam Anders/De Groenen.
Naast haar politieke activiteiten is zij actief in Wijze Oude Wijven ("WOUW") een netwerk van "maatschappijkritische 50+-vrouwen". In 1985 werd door de WRR de invoering van een basisinkomen geadviseerd, een advies dat door de regering niet is overgenomen. Dit leidde indirect in 1987 tot de oprichting van de Stichting Werkplaats Basisinkomen, door de Voedingsbond FNV, het CNV en de PPR. Deze werkplaats moest het idee van een basisinkomen verder uitwerken Saar was daar gangmaker. In 1991 ging deze werkgroep op in een nieuwe Vereniging van Vriendinnen en Vrienden van het Basisinkomen, of in verkorte vorm Vereniging Basisinkomen Saar werd daar de eerste voorzitter van.
Sinds 2007 is zij erelid van de Vereniging Basisinkomen.